# Saint-Julien-des-Landes

Saint-Julien-des-Landes este o comună în departamentul Vendée, Franța. În 2009 avea o populație de 1,331 de locuitori.